# Tiaa
| ti | O29V | B7 |

| ti | O29V | B7 |

Tiaa nebo Tia'a byla starověkou egyptskou královnou 18. dynastie, manželkou faraona Amenhotepa II. a matkou faraona Thutmose IV.

## Život
Tiaa nikdy nebyla zvána královou dcerou, její původ je neznámý. Uvažuje se o tom, že mohla být Amenhotepovou nevlastní sestrou, ale to není jisté. Za vlády jejího manžela se ženy z královského rodu reprezentovaly mnohem méně než dříve; to bylo pravděpodobně proto, že faraon nechtěl, aby si některá z nich přisvojila moc jako Hatšepsut o několik desetiletí dříve. Tiaa je jedinou známou manželkou Amenhotepa II., její jméno je známo proto, že byla matkou příštího faraona Thutmose IV. Za synovy vlády obdržela titul Velká královská manželka, za manželova života nesla tento titul pouze Amenhotepova matka Merit-Re-Hatšepsut.
Tiaa není vyobrazena na ničem, co bylo postaveno jejím manželem, pouze na tom, co vzniklo za vlády jejího syna. Za vlády Thutmose IV. nabyla Tiaa na významu. Spolu s titulem Velké královské manželky obdržela titul Králova matka a Božská manželka. Na mnoha sochách doprovází s Thutmosovou první hlavní manželkou Nefertari faraona. Několik vyobrazení Merit-Re-Hatšepsut bylo pozměněno na Tiu. Jedna z Thutmosových dcer, Tiaa, byla pojmenována po ní.